# Anomophysis modesta
Anomophysis modesta är en skalbaggsart som beskrevs av Reé Michel Quentin och Jean François Villiers 1981. Anomophysis modesta ingår i släktet Anomophysis och familjen långhorningar. Inga underarter finns listade i Catalogue of Life.